# Oklahoma City
Oklahoma City er hovedstaden og den største by i delstaten Oklahoma med 599.199 indbyggere, mens det sammenhørende metropolområde har 1.252.987 indbyggere (2013).
Oklahoma City opstod den 22. april 1889, da dele af det indianske Oklahomaterritorium blev frigivet til nybyggere. Herefter udviklede den sig til et handelscenter for især kvæg og hvede, og efter oliefund i 1928 blev den hjemsted for en store olieindustri, som senere er suppleret med bl.a. fly-, bil- og elektronikindustri. Til de største arbejdspladser hører Tinker Air Force Base i den sydøstlige udkant. Oklahoma City er også én af de mest brugte trafik-korridorer på vejen til Texas og Mexico.
Byen er kendt for bombeattentatet i 1995 mod den føderale kontorbygning, Alfred P. Murrah Federal Building. 168 mennesker omkom ved eksplosionen, og 680 personer blev såret. Angrebet var iværksat af personer med tilknytning til højreorienterede militsgrupper. Det var den værste terrorhandling i USA's historie før den 11. september 2001. Timothy McVeigh, en amerikansk veteran fra Golfkrigen, stod bag bombeangrebet og blev den 11. juni 2001 henrettet med en dødssprøjte i fængslet i Terre Haute.
Den 3. maj 1999 ramlede den vindkraftigste tornado, som endnu er målt, gennem den sydlige del af Oklahoma City. En radar målte en hastighed på 484 kilometer i timen inde i tornadoen, og den kostede 34 døde og knap seks mia. kroner i skader. Den 20. maj 2013 ramtes byen Moore, som ligger ca. 10 km syd for Oklahoma Citys bymidte, af en voldsom tornado. Store dele af byen blev totalt ødelagt, heriblandt en skole og 24 mennesker mistede livet.